# Девочки на море
«Девочки на море» (англ. Wave Babes) — американская комедия 2003 года режиссёра Лизы Нокс-Нервиг.

## Сюжет
Вэл развелась с мужем, и её подруга Морин предлагает ей отдохнуть на берегу моря. Вэл вдохновляется этой идеей и три подруги, Вэл, Морин и Сэм, отправляются на уик-энд в Малибу. Безмятежный отдых становится интригующим, когда выясняется, что Сэм лесбиянка, а встреча Вэл с бывшим мужем с его новой женой, грозит превратить отдых в сражение. Но Вэл понимает, что жизнь продолжается и без мужа, тем более что вокруг много возможностей для любви, включая даже объятия старой подруги.

## Актерский состав
| В ролях           |  | Персонаж |
| ----------------- |  | -------- |
| Кристина Карлизи  |  | Вэл      |
| Кэролин Хеннеси   |  | Морин    |
| Джорджия Рэгсдейл |  | Сэм      |